# 奇特諾 (阿拉斯加州)
奇特諾（英語：Chitina），阿特纳语称才迪哪（Tsedi Na'），是位於美國阿拉斯加州瓦爾迪茲-科爾多瓦人口普查區的一個人口普查指定地區。根據2010年美國人口普查，該地共人口126人，而該地的面積約為248.00平方千米。

## 地理
奇特諾的座標為61°30′57″N 144°26′12″W / 61.51583°N 144.43667°W，而該地的平均海拔高度為181米（即594英尺）。